# MiyaGi & Andy Panda
MiyaGi & Andy Panda, noto anche come MiyaGi & Ėndšpil' (in russo MiyaGi & Эндшпиль?), è un duo musicale russo formatosi nel 2015. È costituito dai rapper Azamat Kudzaev e Soslan Burnacev.

## Storia del gruppo
Originario di Vladikavkaz, il duo si è fatto conoscere col singolo I Got Love, in collaborazione con Rem Digga, che oltre a diventare la hit in lingua russa più riprodotta di sempre su YouTube con oltre un miliardo di visualizzazioni, si è collocato in top ten nella classifica dei singoli in Lettonia e alla 12ª posizione nella Eesti Tipp-40. In quest'ultima classifica è rimasto nella top 40 per 100 settimane. I Got Love si è inoltre posizionato 14º nella Top Internet Hits Russia Weekly Chart nel giugno 2025.
Il settimo album in studio Yamakasi, pubblicato nel 2020 dalla Hajime, ha esordito in classifica in Estonia, Lettonia e Lituania. Il singolo Kosandra ha trovato un moderato successo in Slovacchia, dove si è posizionato al 56º posto nella graduatoria settimanale della ČNS IFPI.
L'anno seguente hanno ricevuto una nomination ai premi Viktorija grazie al singolo Patron. I primi ingressi del duo nella Russia Songs sono stati Marmelade e Burevestnik, rispettivamente in 4ª e 17ª posizione.

## Formazione
- MiyaGi (Azamat Kudzaev; in russo Азамат Кудзаев?) – voce
- Andy Panda (oppure Ėndšpil'; Soslan Burnacev; in russo Сослан Бурнацев?) – voce

## Discografia

### Album in studio
Come MiyaGi & Ėndšpil'
- 2016 – Hajime, Pt. 1
- 2016 – Hajime, Pt. 2
- 2017 – Umšakalaka
- 2018 – Hajime, Pt. 3
- 2020 – Neizdannoe, Pt. 1
- 2020 – Neizdannoe, Pt. 2
- 2024 – Narrative

Come MiyaGi & Andy Panda
- 2020 – Yamakasi

### EP
- 2022 – Hattori
- 2024 – Euphoria (con Mav-d)

### Singoli
Come MiyaGi & Ėndšpil'
- 2016 – Muzyka (con Ėldžej)
- 2016 – I Got Love (feat. Rem Digga)
- 2017 – Rajzap
- 2017 – DLBM (con Nerak)
- 2017 – #Tamada (feat. Al I Bo & Wooshendoo)
- 2017 – When I Win
- 2017 – Imenno ta (con Nerak)
- 2017 – No Reason (feat. Truwer)
- 2018 – Hustle
- 2018 – In Love (feat. Kadi)
- 2018 – Untouchable (feat. Rem Digga)
- 2020 – Bez obid (con Maxifam)
- 2020 – Marlboro
- 2023 – Po poljam
- 2023 – Bounty
- 2024 – Tandem (con TumaniYO)
- 2024 – Putevodnaja
- 2024 – RudeBoys

Come MiyaGi & Andy Panda
- 2019 – Freedom (feat. Moeazy)
- 2019 – Freeman
- 2019 – Force (feat. TumaniYO)
- 2019 – Get Up
- 2019 – Pri svoëm
- 2020 – Kosandra
- 2020 – Utopia
- 2020 – Malo nam
- 2020 – Brooklyn (feat. TumaniYO)
- 2020 – Ne žaleja
- 2020 – All the Time
- 2021 – Patron
- 2021 – Ottepel' (feat. TumaniYO)
- 2021 – Marmelade (feat. Mav-d)
- 2022 – Burevestnik